# 1397
| 1397               |
| ------------------ |
| Dødsfald - Fødsler |
|                    |

| Gregoriansk kalender | 1397 MCCCXCVII          |
| Ab urbe condita      | 2150                    |
| Armensk kalender     | 846 ԹՎ ՊԽԶ              |
| Kinesiske kalender   | 4093 – 4094 丙子 – 丁丑 |
| Etiopisk kalender    | 1389 – 1390             |
| Jødisk kalender      | 5157 – 5158             |
| Hindukalendere       |                         |
| - Vikram Samvat      | 1452 – 1453             |
| - Shaka Samvat       | 1319 – 1320             |
| - Kali Yuga          | 4498 – 4499             |
| Iransk kalender      | 775 – 776               |
| Islamisk kalender    | 799 – 800               |

Regent i Danmark: Margrete 1. 1387-1412 og formelt Erik 7. af Pommern 1396-1439
Se også 1397 (tal)

## Begivenheder
- 17. juni - Dronning Margrete 1. samler Norden, da Kalmarunionen træder i kraft med Erik af Pommern som formel konge, men med Margrete som reel magthaver